# Молодіжний чемпіонат світу з хокею із шайбою 2012
Молодіжний чемпіонат світу з хокею із шайбою 2012 — спортивне змагання з хокею із шайбою під егідою Міжнародної федерації хокею із шайбою (ІІХФ), яке відбувалось у провінції Альберта (Канада) з 25 грудня 2011 року по 5 січня 2012 року. Матчі проходили на льоду «Скоушабенк-Седдлдоум» (19289) у Калгарі та «Рексолл-Плейс» (16839) в Едмонтоні.
Збірна Швеції виграла золоті медалі, перемігши збірну Росії у фіналі з рахунком 1:0. Для Швеції ця медаль стала другою золотою медаллю (перше чемпіонство було завойовано у 1981 році).

## Регламент змагань
Згідно з регламентом змагань, 10 команд, що поділені на дві рівні групи, проводять по чотири зустрічі всередині групи за круговою системою. За підсумками цих поєдинків, переможці груп одразу потрапляють до півфіналів, команди, що посіли 2-е та 3-є місця виходять до чвертьфіналів. Решта команд потрапляють до втішного раунду, де змагаються за право і на наступний рік виступати в елітному дивізіоні.

## Склад груп
| Група A                                                              | Група B                                                       |
| -------------------------------------------------------------------- | ------------------------------------------------------------- |
| Група A (Калгарі) - Росія - Швеція - Швейцарія - Словаччина - Латвія | Група B (Едмонтон) - Канада - США - Фінляндія - Чехія - Данія |

## Попередній раунд
|  | Команда переходить у півфінал             |
|  | Команда переходить у чвертьфінал          |
|  | Команда змагається у турнірі на вибування |

### Група A
| Команда    | І | В | ВО | ПО | П | Ш       | +/- | О  |
| ---------- | - | - | -- | -- | - | ------- | --- | -- |
| Швеція     | 4 | 2 | 2  | 0  | 0 | 26 : 11 | +15 | 10 |
| Росія      | 4 | 3 | 0  | 1  | 0 | 23 : 5  | +18 | 10 |
| Словаччина | 4 | 2 | 0  | 0  | 2 | 11 : 17 | -6  | 6  |
| Швейцарія  | 4 | 1 | 0  | 1  | 2 | 12 : 16 | -4  | 4  |
| Латвія     | 4 | 0 | 0  | 0  | 4 | 8 : 31  | -23 | 0  |

Час початку матчів місцевий (MST/UTC-7)
| 26 грудня 2011 15:30 | Латвія | 4 : 9 (2:3, 1:3, 1:3) | Швеція | Скоушабенк-Седдлдоум, Калгарі Глядачів: 19289 |

| Протокол | Протокол                                            | Протокол | Протокол         | Протокол                                                                        |
| --- | --------------------------------------------------- | --- | ---------------- | ------------------------------------------------------------------------------- |
| | Крістерс Гудлевскіс                                 | Голкіпери | Йоган Густафссон | Арбітри: Даніель Пехачек Дерек Заласкі Лінійні судді: Їржі Гебауер Андре Шрадер |
| Андерсонс (Колесніков, Блюгерс б) 05:34 Р. Ліпсбергс (Євпалов, Зієміньш) 08:54 Р. Ліпсбергс (Євпалов) 32:29 Гіргенсонс (Звірбуліс, Німаніс б) 58:50 | 0:1 1:1 1:2 1:3 2:3 2:4 3:4 3:5 3:6 3:7 3:8 3:9 4:9 | 03:28 Фріберг (Ларссон, Ренсфельдт б) 05:50 Фріберг (Сундстрем) 08:13 Зібанеджад (Колльберг, Ракелль б) 25:38 Колльберг (Бродін, Раск) 34:48 Торелль (Немет) 35:38 Зібанежад (Бродін, Ракелль б) 47:46 Нордстрем (Ренсфельдт, Торелль) 53:27 Фріберг (Ренсфельдт, Бекман б) 55:07 Фріберг (Колльберг) |                  | Арбітри: Даніель Пехачек Дерек Заласкі Лінійні судді: Їржі Гебауер Андре Шрадер |
| 20 хв. | Вилучення                                           | 26 хв. |                  | Арбітри: Даніель Пехачек Дерек Заласкі Лінійні судді: Їржі Гебауер Андре Шрадер |
| 13 | Кидки                                               | 40 |                  | Арбітри: Даніель Пехачек Дерек Заласкі Лінійні судді: Їржі Гебауер Андре Шрадер |

| 26 грудня 2011 20:00 | Швейцарія | 0 : 3 (0:1, 0:2, 0:0) | Росія | Скоушабенк-Седдлдоум, Калгарі Глядачів: 19289 |

| Протокол | Протокол    | Протокол                                                                         | Протокол            | Протокол                                                                          |
| -------- | ----------- | -------------------------------------------------------------------------------- | ------------------- | --------------------------------------------------------------------------------- |
|          | Тім Вольф   | Голкіпери                                                                        | Андрій Василевський | Арбітри: Том Лааксонен Томас Стернз Лінійні судді: Кріс Карлсон Крістофер Вудворт |
|          | 0:1 0:2 0:3 | 08:22 Хохлачов 25:37 Гусєв (Косов, Григоренко) 35:04 Григоренко (Кучеров, Гусєв) |                     | Арбітри: Том Лааксонен Томас Стернз Лінійні судді: Кріс Карлсон Крістофер Вудворт |
| 6 хв.    | Вилучення   | 8 хв.                                                                            |                     | Арбітри: Том Лааксонен Томас Стернз Лінійні судді: Кріс Карлсон Крістофер Вудворт |
| 40       | Кидки       | 30                                                                               |                     | Арбітри: Том Лааксонен Томас Стернз Лінійні судді: Кріс Карлсон Крістофер Вудворт |

| 27 грудня 2011 20:00 | Словаччина | 3 : 1 (0:0, 1:1, 2:0) | Латвія | Скоушабенк-Седдлдоум, Калгарі Глядачів: 19289 |

| Протокол                                                                             | Протокол        | Протокол                   | Протокол                    | Протокол                                                                       |
| ------------------------------------------------------------------------------------ | --------------- | -------------------------- | --------------------------- | ------------------------------------------------------------------------------ |
|                                                                                      | Юрай Шимбох     | Голкіпери                  | Крістерс Гудлевскіс (59:01) | Арбітри: Ієн Крофт Владімір Шиндлер Лінійні судді: Андре Шрадер Ханну Сормунен |
| Юрчо (Марінчин, Гернат б) 35:28 Тврдонь (Бубела, Томан) 42:02 Томан (Мраз гпв) 59:22 | 0:1 1:1 2:1 3:1 | 26:41 Зієміньш (Кузменков) |                             | Арбітри: Ієн Крофт Владімір Шиндлер Лінійні судді: Андре Шрадер Ханну Сормунен |
| 12 хв.                                                                               | Вилучення       | 8 хв.                      |                             | Арбітри: Ієн Крофт Владімір Шиндлер Лінійні судді: Андре Шрадер Ханну Сормунен |
| 45                                                                                   | Кидки           | 26                         |                             | Арбітри: Ієн Крофт Владімір Шиндлер Лінійні судді: Андре Шрадер Ханну Сормунен |

| 28 грудня 2011 15:30 | Швеція | 4 : 3 Б (1:0, 1:1, 1:2, ОТ: 0:0) (Б: 1:0) | Швейцарія | Скоушабенк-Седдлдоум, Калгарі Глядачів: 14782 |

| Протокол | Протокол                               | Протокол                                                                            | Протокол    | Протокол                                                                     |
| --- | -------------------------------------- | ----------------------------------------------------------------------------------- | ----------- | ---------------------------------------------------------------------------- |
| | Йоган Густафссон                       | Голкіпери                                                                           | Лукас Майлі | Арбітри: Ієн Крофт Владімір Шиндлер Лінійні судді: Кріс Карлсон Їржі Гебауер |
| Фріберг (Ренсфельдт, Клінберг б) 14:23 Нордстрем (Бекман, Карлссон б) 36:11 Ренсфельдт (Торелль, Гранберг) 41:56 Колльберг Фріберг | 1:0 1:1 2:1 3:1 3:2 3:3 Буліти 1:0 2:0 | 25:14 Вермен (Кукан б) 52:51 Вермен (Гофманн б2) 57:56 Кукан (Бертші) Вермен Бертші |             | Арбітри: Ієн Крофт Владімір Шиндлер Лінійні судді: Кріс Карлсон Їржі Гебауер |
| 22 хв. | Вилучення                              | 12 хв.                                                                              |             | Арбітри: Ієн Крофт Владімір Шиндлер Лінійні судді: Кріс Карлсон Їржі Гебауер |
| 54 | Кидки                                  | 27                                                                                  |             | Арбітри: Ієн Крофт Владімір Шиндлер Лінійні судді: Кріс Карлсон Їржі Гебауер |

| 28 грудня 2011 20:00 | Росія | 3 : 1 (0:1, 1:0, 2:0) | Словаччина | Скоушабенк-Седдлдоум, Калгарі Глядачів: 19289 |

| Протокол                                                                                       | Протокол        | Протокол     | Протокол    | Протокол                                                                               |
| ---------------------------------------------------------------------------------------------- | --------------- | ------------ | ----------- | -------------------------------------------------------------------------------------- |
|                                                                                                | Андрій Макаров  | Голкіпери    | Юрай Шимбох | Арбітри: Даніель Пехачек Дерек Заласкі Лінійні судді: Ханну Сормунен Крістофер Вудворт |
| Ожиганов (Якупов, Косов) 24:11 Науменков (Земченко) 41:45 Кучеров (Григоренко, Нестеров) 54:31 | 0:1 1:1 2:1 3:1 | 19:27 Бубела |             | Арбітри: Даніель Пехачек Дерек Заласкі Лінійні судді: Ханну Сормунен Крістофер Вудворт |
| 20 хв.                                                                                         | Вилучення       | 2 хв.        |             | Арбітри: Даніель Пехачек Дерек Заласкі Лінійні судді: Ханну Сормунен Крістофер Вудворт |
| 40                                                                                             | Кидки           | 32           |             | Арбітри: Даніель Пехачек Дерек Заласкі Лінійні судді: Ханну Сормунен Крістофер Вудворт |

| 29 грудня 2011 20:00 | Латвія | 0 : 14 (0:1, 0:6, 0:7) | Росія | Скоушабенк-Седдлдоум, Калгарі Глядачів: 19289 |

| Протокол | Протокол                                                     | Протокол | Протокол            | Протокол                                                                     |
| -------- | ------------------------------------------------------------ | --- | ------------------- | ---------------------------------------------------------------------------- |
|          | Елвіс Мерзлікінс                                             | Голкіпери | Андрій Василевський | Арбітри: Мікаель Норд Серен Перссон Лінійні судді: Кріс Карлсон Андре Шрадер |
|          | 0:1 0:2 0:3 0:4 0:5 0:6 0:7 0:8 0:9 0:10 0:11 0:12 0:13 0:14 | 10:29 Григоренко (Кучеров, Гусєв) 20:52 Сергєєв (Якупов, Арзамасцев б) 27:04 Кузнецов (Якупов, Антипін б) 30:04 Кузнецов (Гусєв, Нестеров б) 32:53 Желдаков (Кузнецов, Гусєв) 35:07 Гусєв (Кузнецов, Кучеров б) 38:34 Гусєв (Кучеров, Кузнецов) 40:40 Куликов (Кузнецов, Земченко) 41:43 Хохлачов (Якупов, Науменков) 42:34 Кузнецов (Гусєв, Кучеров) 44:14 Земченко (Куликов, Кузнецов) 51:36 Косов (Апальков, Барбашев) 53:29 Хохлачов (Телегін, Антипін б) 54:24 Нестеров (Гусєв, Кузнецов) |                     | Арбітри: Мікаель Норд Серен Перссон Лінійні судді: Кріс Карлсон Андре Шрадер |
| 10 хв.   | Вилучення                                                    | 10 хв. |                     | Арбітри: Мікаель Норд Серен Перссон Лінійні судді: Кріс Карлсон Андре Шрадер |
| 30       | Кидки                                                        | 50 |                     | Арбітри: Мікаель Норд Серен Перссон Лінійні судді: Кріс Карлсон Андре Шрадер |

| 30 грудня 2011 15:30 | Швеція | 9 : 1 (2:1, 2:0, 5:0) | Словаччина | Скоушабенк-Седдлдоум, Калгарі Глядачів: 19289 |

| Протокол | Протокол                                | Протокол                      | Протокол           | Протокол                                                                       |
| --- | --------------------------------------- | ----------------------------- | ------------------ | ------------------------------------------------------------------------------ |
| | Антон Форсберг                          | Голкіпери                     | Домінік Р'єчицький | Арбітри: Ієн Крофт Том Лааксонен Лінійні судді: Їржі Гебауер Крістофер Вудворт |
| Торелль (Бекман, Клефбом) 04:40 Фріберг (Ларссон, Бродін) 16:22 Колльберг (Ларссон, Сундстрем) 24:15 Сундстрем (Ракелль) 38:29 Зібанеджад (Колльберг б) 44:50 Раккель (Форсберг, Зібанеджад) 48:06 Нордстрем (Торелль, Немет) 51:28 Колльберг (Клінгберг, Сундстрем б) 53:42 Торелль (Ренсфельдт, Клінберг) 58:42 | 1:0 1:1 2:1 3:1 4:1 5:1 6:1 7:1 8:1 9:1 | 11:36 Тврдонь (Томан, Юрчо б) |                    | Арбітри: Ієн Крофт Том Лааксонен Лінійні судді: Їржі Гебауер Крістофер Вудворт |
| 20 хв. | Вилучення                               | 16 хв.                        |                    | Арбітри: Ієн Крофт Том Лааксонен Лінійні судді: Їржі Гебауер Крістофер Вудворт |
| 55 | Кидки                                   | 15                            |                    | Арбітри: Ієн Крофт Том Лааксонен Лінійні судді: Їржі Гебауер Крістофер Вудворт |

| 30 грудня 2011 20:00 | Швейцарія | 5 : 3 (1:0, 2:1, 2:2) | Латвія | Скоушабенк-Седдлдоум, Калгарі Глядачів: 13666 |

| Протокол                                                                                               | Протокол                        | Протокол | Протокол            | Протокол                                                                          |
| --- | ------------------------------- | --- | ------------------- | --------------------------------------------------------------------------------- |
| | Тім Вольф                       | Голкіпери | Крістерс Гудлевскіс | Арбітри: Даніель Пехачек Дерек Заласкі Лінійні судді: Андре Шрадер Ханну Сормунен |
| Бертчі (Трутманн б) 08:45 Гаас (Вермель, Бертаджа) 22:18 Бертчі (Вальзер) 38:28 Гаас 53:04 Марті 54:03 | 1:0 2:0 2:1 3:1 3:2 3:3 4:3 5:3 | 28:26 Андерсонс (Сіксна, Страупе) 43:23 Євпалов (Хворостинін, Калниньш) 52:42 Хворостинін (Євпалов, Кузменков) |                     | Арбітри: Даніель Пехачек Дерек Заласкі Лінійні судді: Андре Шрадер Ханну Сормунен |
| 12 хв.                                                                                                 | Вилучення                       | 6 хв. |                     | Арбітри: Даніель Пехачек Дерек Заласкі Лінійні судді: Андре Шрадер Ханну Сормунен |
| 41 | Кидки                           | 23 |                     | Арбітри: Даніель Пехачек Дерек Заласкі Лінійні судді: Андре Шрадер Ханну Сормунен |

| 31 грудня 2011 16:00 | Словаччина | 6 : 4 (1:2, 1:1, 4:1) | Швейцарія | Скоушабенк-Седдлдоум, Калгарі Глядачів: 13029 |

| Протокол | Протокол                                | Протокол                                                                                    | Протокол                              | Протокол                                                                       |
| --- | --------------------------------------- | ------------------------------------------------------------------------------------------- | ------------------------------------- | ------------------------------------------------------------------------------ |
| | Юрай Шимбох                             | Голкіпери                                                                                   | Лукас Майлі (48:31) Тім Вольф (10:14) | Арбітри: Томас Стернз Дерек Заласкі Лінійні судді: Їржі Гебауер Ханну Сормунен |
| Хован (Юрчо, Дялога) 08:20 Хован 32:46 Матоушек (Гіндьош, Бене) 45:14 Марінчин (Даньо, Юрчо) 46:05 Хован (Юрчо, Мраз) 48:15 Гернат (Юрчо, Тврдонь б) 49:43 | 0:1 0:2 1:2 1:3 2:3 2:4 3:4 4:4 5:4 6:4 | 06:09 Вермен (Рішар, Бертші) 07:16 Андрігетто (Бертаджа) 28:40 Вермен (Рішар б) 40:47 Рішар |                                       | Арбітри: Томас Стернз Дерек Заласкі Лінійні судді: Їржі Гебауер Ханну Сормунен |
| 10 хв. | Вилучення                               | 6 хв.                                                                                       |                                       | Арбітри: Томас Стернз Дерек Заласкі Лінійні судді: Їржі Гебауер Ханну Сормунен |
| 31 | Кидки                                   | 28                                                                                          |                                       | Арбітри: Томас Стернз Дерек Заласкі Лінійні судді: Їржі Гебауер Ханну Сормунен |

| 31 грудня 2011 20:00 | Росія | 3 : 4 (3:0, 0:0, 0:3, ОТ: 0:1) | Швеція | Скоушабенк-Седдлдоум, Калгарі Глядачів: 16643 |

| Протокол                                                                   | Протокол                    | Протокол | Протокол                                        | Протокол                                                                              |
| -------------------------------------------------------------------------- | --------------------------- | --- | ----------------------------------------------- | ------------------------------------------------------------------------------------- |
|                                                                            | Андрій Василевський         | Голкіпери | Йоган Густафссон (61:42) Антон Форсберг (00:24) | Арбітри: Том Лааксонен Владімір Шиндлер Лінійні судді: Кріс Карлсон Крістофер Вудворт |
| Земченко (Якупов) 02:09 Косов (Барбашев, Апальков) 02:16 Телегін (м) 13:33 | 1:0 2:0 3:0 3:1 3:2 3:3 3:4 | 43:17 Клефбом (Ларссон) 52:19 Ракелль (Немет, Ларссон) 59:20 Фріберг (Бродін, Нордстрем) 62:44 Нордстрем (Немет, Фріберг) |                                                 | Арбітри: Том Лааксонен Владімір Шиндлер Лінійні судді: Кріс Карлсон Крістофер Вудворт |
| 16 хв.                                                                     | Вилучення                   | 4 хв. |                                                 | Арбітри: Том Лааксонен Владімір Шиндлер Лінійні судді: Кріс Карлсон Крістофер Вудворт |
| 26                                                                         | Кидки                       | 55 |                                                 | Арбітри: Том Лааксонен Владімір Шиндлер Лінійні судді: Кріс Карлсон Крістофер Вудворт |

### Група B
| Команда   | І | В | ВО | ПО | П | Ш       | +/- | О  |
| --------- | - | - | -- | -- | - | ------- | --- | -- |
| Канада    | 4 | 4 | 0  | 0  | 0 | 26 : 5  | +21 | 12 |
| Фінляндія | 4 | 3 | 0  | 0  | 1 | 19 : 10 | +9  | 9  |
| Чехія     | 4 | 2 | 0  | 0  | 2 | 12 : 11 | +1  | 6  |
| США       | 4 | 1 | 0  | 0  | 3 | 16 : 15 | +1  | 3  |
| Данія     | 4 | 0 | 0  | 0  | 4 | 6 : 38  | -32 | 0  |

Час початку матчів місцевий (MST/UTC-7)
| 26 грудня 2011 13:30 | Фінляндія | 1 : 8 (0:2, 1:3, 0:3) | Канада | Рексалл-плейс, Едмонтон Глядачів: 15296 |

| Протокол                        | Протокол                            | Протокол | Протокол      | Протокол                                                                    |
| ------------------------------- | ----------------------------------- | --- | ------------- | --------------------------------------------------------------------------- |
|                                 | Крістофер Гібсон                    | Голкіпери | Марк Вісентен | Арбітри: Мікаель Норд Серен Перссон Лінійні судді: Йоганнес Кек Мілан Новак |
| Руутту (Аалтонен, Барков) 21:21 | 0:1 0:2 1:2 1:3 1:4 1:5 1:6 1:7 1:8 | 02:14 Стоун (Юбердо, Строум) 04:25 Галлахер (Швартц, Д. Гемілтон) 23:02 Стоун (Юбердо, Ф. Гемілтон) 29:24 Юбердо (Пірсон, Бульє б) 32:54 Д. Гемілтон (Строум, Швартц б) 40:52 Конноллі (Пірсон, Гормлі) 44:05 Стоун (Юбердо, Строум) 47:18 Строум (Галлахер, Юбердо) |               | Арбітри: Мікаель Норд Серен Перссон Лінійні судді: Йоганнес Кек Мілан Новак |
| 4 хв.                           | Вилучення                           | 8 хв. |               | Арбітри: Мікаель Норд Серен Перссон Лінійні судді: Йоганнес Кек Мілан Новак |
| 25                              | Кидки                               | 42 |               | Арбітри: Мікаель Норд Серен Перссон Лінійні судді: Йоганнес Кек Мілан Новак |

| 26 грудня 2011 18:00 | Данія | 3 : 11 (2:3, 0:6, 1:2) | США | Рексалл-плейс, Едмонтон Глядачів: 13604 |

| Протокол | Протокол                                                  | Протокол | Протокол      | Протокол                                                                             |
| --- | --------------------------------------------------------- | --- | ------------- | ------------------------------------------------------------------------------------ |
| | Себастіан Феук (30:21) Денніс Єнсен (29:39)               | Голкіпери | Джек Кемпбелл | Арбітри: В'ячеслав Буланов Юрі-Петтері Ренн Лінійні судді: Кіл Мерчісон Дмитро Сивов |
| Бау-Гансен (Єнсен, Бйоркстранд б) 03:12 Бау-Гансен (Спеллінг, Єнсен б) 09:04 Спеллінг (Бйоркстранд, Єнсен б) 44:20 | 0:1 1:1 1:2 1:3 2:3 2:4 2:5 2:6 2:7 2:8 2:9 3:9 3:10 3:11 | 00:24 Койл (Меррілл, Зуккер) 04:41 Зуккер (Форборт) 08:26 Тінорді (Вотсон, Тайнан) 21:35 Б'югстад (Чарник, Кленденінг) 27:12 Койл (Саад, Ітем б) 29:07 Рау (Кленденінг, Чарник) 30:21 Арнольд (Арчібальд, Ітем) 30:51 Міллер (Арнольд, Тайнан б) 36:01 Рау (Вотсон, Труба б) 51:04 Койл (Зуккер, Форборт) 55:56 Джонс |               | Арбітри: В'ячеслав Буланов Юрі-Петтері Ренн Лінійні судді: Кіл Мерчісон Дмитро Сивов |
| 20 хв. | Вилучення                                                 | 8 хв. |               | Арбітри: В'ячеслав Буланов Юрі-Петтері Ренн Лінійні судді: Кіл Мерчісон Дмитро Сивов |
| 24 | Кидки                                                     | 44 |               | Арбітри: В'ячеслав Буланов Юрі-Петтері Ренн Лінійні судді: Кіл Мерчісон Дмитро Сивов |

| 27 грудня 2011 18:00 | Чехія | 7 : 0 (1:0, 2:0, 4:0) | Данія | Рексалл-плейс, Едмонтон Глядачів: 12967 |

| Протокол | Протокол                    | Протокол  | Протокол       | Протокол                                                                   |
| --- | --------------------------- | --------- | -------------- | -------------------------------------------------------------------------- |
| | Петр Мразек                 | Голкіпери | Себастіан Феук | Арбітри: Девід Клейн Брент Райбер Лінійні судді: Ніколя Флурі Дмитро Сивов |
| Гертл (Цулек, Грбас б) 05:44 Гертл (Цулек, Заморський) 22:44 Факса (Ржига, Гика) 31:13 Голик (Секач, Заморський б) 41:14 Філіппі 42:10 Яшкін (Крейчі, Гика б) 55:06 Ржига (Цулек, Мозик м) 56:42 | 1:0 2:0 3:0 4:0 5:0 6:0 7:0 |           |                | Арбітри: Девід Клейн Брент Райбер Лінійні судді: Ніколя Флурі Дмитро Сивов |
| 8 хв. | Вилучення                   | 8 хв.     |                | Арбітри: Девід Клейн Брент Райбер Лінійні судді: Ніколя Флурі Дмитро Сивов |
| 44 | Кидки                       | 12        |                | Арбітри: Девід Клейн Брент Райбер Лінійні судді: Ніколя Флурі Дмитро Сивов |

| 28 грудня 2011 13:30 | США | 1 : 4 (0:0, 0:1, 1:3) | Фінляндія | Рексалл-плейс, Едмонтон Глядачів: 14000 |

| Протокол                | Протокол            | Протокол | Протокол         | Протокол                                                                  |
| ----------------------- | ------------------- | --- | ---------------- | ------------------------------------------------------------------------- |
|                         | Джон Гібсон         | Голкіпери | Самі Айттокалліо | Арбітри: Девід Клейн Брент Райбер Лінійні судді: Кіл Мерчісон Мілан Новак |
| Саад (Ітем, Койл) 40:19 | 0:1 1:1 1:2 1:3 1:4 | 21:21 Саломякі (Арміа) 50:53 Арміа (Ма. Гранлунд, Рістолайнен) 51:22 Мі. Гранлунд (Гаканпяя, Пулккінен) 56:27 Арміа (Донськой) |                  | Арбітри: Девід Клейн Брент Райбер Лінійні судді: Кіл Мерчісон Мілан Новак |
| 10 хв.                  | Вилучення           | 8 хв. |                  | Арбітри: Девід Клейн Брент Райбер Лінійні судді: Кіл Мерчісон Мілан Новак |
| 39                      | Кидки               | 27 |                  | Арбітри: Девід Клейн Брент Райбер Лінійні судді: Кіл Мерчісон Мілан Новак |

| 28 грудня 2011 18:00 | Канада | 5 : 0 (1:0, 2:0, 2:0) | Чехія | Рексалл-плейс, Едмонтон Глядачів: 16417 |

| Протокол | Протокол            | Протокол  | Протокол    | Протокол                                                                             |
| --- | ------------------- | --------- | ----------- | ------------------------------------------------------------------------------------ |
| | Скотт Веджвуд       | Голкіпери | Петр Мразек | Арбітри: В'ячеслав Буланов Юрі-Петтері Ренн Лінійні судді: Ніколя Флурі Йоганнес Кек |
| Стоун (Юбердо, Строум) 05:37 Строум (Ф. Гемілтон, Веджвуд б) 36:16 Конноллі (Гауден, Бурніваль) 38:11 Шейфеле (Пірсон) 49:00 Шейфеле (Пірсон, Гормлі б) 54:40 | 1:0 2:0 3:0 4:0 5:0 |           |             | Арбітри: В'ячеслав Буланов Юрі-Петтері Ренн Лінійні судді: Ніколя Флурі Йоганнес Кек |
| 26 хв. | Вилучення           | 20 хв.    |             | Арбітри: В'ячеслав Буланов Юрі-Петтері Ренн Лінійні судді: Ніколя Флурі Йоганнес Кек |
| 38 | Кидки               | 26        |             | Арбітри: В'ячеслав Буланов Юрі-Петтері Ренн Лінійні судді: Ніколя Флурі Йоганнес Кек |

| 29 грудня 2011 18:00 | Данія | 2 : 10 (0:4, 0:3, 2:3) | Канада | Рексалл-плейс, Едмонтон Глядачів: 16275 |

| Протокол                                                                       | Протокол                                         | Протокол | Протокол      | Протокол                                                                     |
| ------------------------------------------------------------------------------ | ------------------------------------------------ | --- | ------------- | ---------------------------------------------------------------------------- |
|                                                                                | Себастіан Феук                                   | Голкіпери | Марк Вісентен | Арбітри: Том Лааксонен Томас Стернз Лінійні судді: Йоганнес Кек Дмитро Сивов |
| Меєр (Крістенсен, Бау-Гансен) 43:05 Е. Крістенсен (Єнсен, Бйоркстранд б) 48:48 | 0:1 0:2 0:3 0:4 0:5 0:6 0:7 1:7 2:7 2:8 2:9 2:10 | 02:34 Гауден (Гаррінгтон, Мюррей) 06:17 Конноллі (Гормлі, Дженнер м) 16:05 Стоун 18:35 Строум (Стоун, Юбердо) 20:25 Гаррінгтон (Конноллі, Гауден) 24:56 Стоун (Гаррінгтон, Мюррей) 35:31 Ф. Гемілтон (Гаррінгтон, Швартц) 51:32 Гормлі (Шейфеле б) 55:27 Гормлі (Гауден, Ф. Гемілтон) 56:59 Галлахер (Дженнер м) |               | Арбітри: Том Лааксонен Томас Стернз Лінійні судді: Йоганнес Кек Дмитро Сивов |
| 4 хв.                                                                          | Вилучення                                        | 16 хв. |               | Арбітри: Том Лааксонен Томас Стернз Лінійні судді: Йоганнес Кек Дмитро Сивов |
| 26                                                                             | Кидки                                            | 51 |               | Арбітри: Том Лааксонен Томас Стернз Лінійні судді: Йоганнес Кек Дмитро Сивов |

| 30 грудня 2011 13:30 | США | 2 : 5 (1:1, 1:1, 0:3) | Чехія | Рексалл-плейс, Едмонтон Глядачів: 14733 |

| Протокол                                                           | Протокол                    | Протокол | Протокол    | Протокол                                                                        |
| ------------------------------------------------------------------ | --------------------------- | --- | ----------- | ------------------------------------------------------------------------------- |
|                                                                    | Джек Кемпбелл               | Голкіпери | Петр Мразек | Арбітри: Брент Райбер Юрі-Петтері Ренн Лінійні судді: Кіл Мерчісон Дмитро Сивов |
| Тайнан (Міллер, Арнольд б) 05:14 Арнольд (Зуккер, Меррілл б) 31:50 | 1:0 1:1 2:1 2:2 2:3 2:4 2:5 | 12:05 Філіппі (Пржибил, Угер) 34:51 Гертл 52:26 Голик (Секач, Крейчі) 57:19 Філіппі (Носек) 58:34 Голик (шпв) |             | Арбітри: Брент Райбер Юрі-Петтері Ренн Лінійні судді: Кіл Мерчісон Дмитро Сивов |
| 6 хв.                                                              | Вилучення                   | 37 хв. |             | Арбітри: Брент Райбер Юрі-Петтері Ренн Лінійні судді: Кіл Мерчісон Дмитро Сивов |
| 54                                                                 | Кидки                       | 29 |             | Арбітри: Брент Райбер Юрі-Петтері Ренн Лінійні судді: Кіл Мерчісон Дмитро Сивов |

| 30 грудня 2011 18:00 | Фінляндія | 10 : 1 (3:0, 2:1, 5:0) | Данія | Рексалл-плейс, Едмонтон Глядачів: 13144 |

| Протокол | Протокол                                     | Протокол               | Протокол       | Протокол                                                                        |
| --- | -------------------------------------------- | ---------------------- | -------------- | ------------------------------------------------------------------------------- |
| | Крістофер Гібсон                             | Голкіпери              | Себастіан Феук | Арбітри: В'ячеслав Буланов Мікаель Норд Лінійні судді: Ніколя Флурі Мілан Новак |
| Саломякі 08:36 Гаканпяя (Донськой, Саломякі б) 10:25 Покка (Хяннікяйнен, Пааянен) 11:41 Куронен (Мі. Гранлунд, Пулккінен) 24:09 Саломякі (Гаканпяя, Покка б) 34:49 Арміа (Саломякі, Донськой б) 41:37 Пулккінен (Мі. Гранлунд) 44:14 Пулккінен (Мі. Гранлунд) 48:26 Пулккінен (Ма. Гранлунд, Покка) 57:48 Пулккінен (Мі. Гранлунд, Ма. Гранлунд б) 59:56 | 1:0 2:0 3:0 4:0 4:1 5:1 6:1 7:1 8:1 9:1 10:1 | 33:39 Бйоркстранд (шк) |                | Арбітри: В'ячеслав Буланов Мікаель Норд Лінійні судді: Ніколя Флурі Мілан Новак |
| 10 хв. | Вилучення                                    | 12 хв.                 |                | Арбітри: В'ячеслав Буланов Мікаель Норд Лінійні судді: Ніколя Флурі Мілан Новак |
| 59 | Кидки                                        | 25                     |                | Арбітри: В'ячеслав Буланов Мікаель Норд Лінійні судді: Ніколя Флурі Мілан Новак |

| 31 грудня 2011 14:00 | Чехія | 0 : 4 (0:2, 0:1, 0:1) | Фінляндія | Рексалл-плейс, Едмонтон Глядачів: 14429 |

| Протокол | Протокол        | Протокол | Протокол         | Протокол                                                                   |
| -------- | --------------- | --- | ---------------- | -------------------------------------------------------------------------- |
|          | Петр Мразек     | Голкіпери | Самі Айттокалліо | Арбітри: Девід Клейн Брент Райбер Лінійні судді: Ніколя Флурі Кіл Мерчісон |
|          | 0:1 0:2 0:3 0:4 | 11:42 Руутту (Мі. Гранлунд, Пулккінен б) 16:19 Аалтонен (Барков) 34:17 Донськой (Арміа, Саломякі) 43:37 Пулккінен (Мі. Гранлунд, Ма. Гранлунд) |                  | Арбітри: Девід Клейн Брент Райбер Лінійні судді: Ніколя Флурі Кіл Мерчісон |
| 16 хв.   | Вилучення       | 2 хв. |                  | Арбітри: Девід Клейн Брент Райбер Лінійні судді: Ніколя Флурі Кіл Мерчісон |
| 36       | Кидки           | 28 |                  | Арбітри: Девід Клейн Брент Райбер Лінійні судді: Ніколя Флурі Кіл Мерчісон |

| 31 грудня 2011 18:00 | Канада | 3 : 2 (3:0, 0:0, 0:2) | США | Рексалл-плейс, Едмонтон Глядачів: 16647 |

| Протокол                                                                        | Протокол            | Протокол                                         | Протокол      | Протокол                                                                         |
| ------------------------------------------------------------------------------- | ------------------- | ------------------------------------------------ | ------------- | -------------------------------------------------------------------------------- |
|                                                                                 | Скотт Веджвуд       | Голкіпери                                        | Джек Кемпбелл | Арбітри: В'ячеслав Буланов Серен Перссон Лінійні судді: Йоганнес Кек Мілан Новак |
| Стоун (Юбердо, Д. Гемілтон б) 05:39 Швартц (Стоун, Строум) 10:12 Конноллі 15:59 | 1:0 2:0 3:0 3:1 3:2 | 49:49 Койл (Міллер) 53:12 Зуккер (Арнольд, Ітем) |               | Арбітри: В'ячеслав Буланов Серен Перссон Лінійні судді: Йоганнес Кек Мілан Новак |
| 12 хв.                                                                          | Вилучення           | 10 хв.                                           |               | Арбітри: В'ячеслав Буланов Серен Перссон Лінійні судді: Йоганнес Кек Мілан Новак |
| 35                                                                              | Кидки               | 32                                               |               | Арбітри: В'ячеслав Буланов Серен Перссон Лінійні судді: Йоганнес Кек Мілан Новак |

## Турнір на вибування
|  | Команда кваліфікується до чемпіонату світу 2013 |
|  | Команда вибуває до дивізіону I                  |

| Команда   | І | В | ВО | ПО | П | Ш      | +/- | О |
| --------- | - | - | -- | -- | - | ------ | --- | - |
| США       | 3 | 3 | 0  | 0  | 0 | 25 : 6 | +19 | 9 |
| Швейцарія | 3 | 1 | 1  | 0  | 1 | 10 : 8 | +2  | 5 |
| Латвія    | 3 | 0 | 1  | 0  | 2 | 7 : 18 | -11 | 2 |
| Данія     | 3 | 0 | 0  | 2  | 1 | 7 : 17 | -10 | 2 |

Час початку матчів місцевий (MST/UTC-7)
| 2 січня 2012 11:00 | Швейцарія | 4 : 3 ОТ (2:2, 1:1, 0:0, ОТ: 1:0) | Данія | Скоушабенк-Седдлдоум, Калгарі Глядачів: 9328 |

| Протокол | Протокол                    | Протокол                                                                      | Протокол       | Протокол                                                                      |
| --- | --------------------------- | ----------------------------------------------------------------------------- | -------------- | ----------------------------------------------------------------------------- |
| | Тім Вольф                   | Голкіпери                                                                     | Себастіан Феук | Арбітри: Ієн Крофт Юрі-Петтері Ренн Лінійні судді: Мілан Новак Ханну Сормунен |
| Шнейфлі (Мартскііні, Амстуц) 01:45 Бертаджа (Андрігетто) 03:29 Гофманн (шк) 22:17 Рішар (Бертаджа, Трутманн) 63:27 | 0:1 1:1 2:1 2:2 3:2 3:3 4:3 | 01:10 Бйоркстранд 16:56 Єнсен (Бйоркстранд, Бау-Гансен б) 27:26 Єнсен (Рабек) |                | Арбітри: Ієн Крофт Юрі-Петтері Ренн Лінійні судді: Мілан Новак Ханну Сормунен |
| 12 хв. | Вилучення                   | 4 хв.                                                                         |                | Арбітри: Ієн Крофт Юрі-Петтері Ренн Лінійні судді: Мілан Новак Ханну Сормунен |
| 36 | Кидки                       | 35                                                                            |                | Арбітри: Ієн Крофт Юрі-Петтері Ренн Лінійні судді: Мілан Новак Ханну Сормунен |

| 3 січня 2012 11:00 | США | 12 : 2 (4:0, 7:1, 1:1) | Латвія | Скоушабенк-Седдлдоум, Калгарі Глядачів: 9146 |

| Протокол | Протокол                                                    | Протокол                                                       | Протокол                                               | Протокол                                                                   |
| --- | ----------------------------------------------------------- | -------------------------------------------------------------- | ------------------------------------------------------ | -------------------------------------------------------------------------- |
| | Джек Кемпбелл                                               | Голкіпери                                                      | Крістерс Гудлевскіс (40:56) Ріхардс Цімерманіс (19:04) | Арбітри: Девід Клейн Мікаель Норд Лінійні судді: Їржі Гебауер Йоганнес Кек |
| Вотсон (Тінорді, Б'югстад) 05:40 Вотсон (Меррілл, Б'югстад) 11:53 Вотсон (Рау, Арчибальд б) 16:17 Зуккер (Саад м) 18:47 Міллер (Зуккер, Кленденінг б) 20:46 Б'югстад (Саад, Вотсон) 20:56 Арнольд (Рау) 25:38 Кленденінг (Вотсон, Саад) 32:08 Рау (Вотсон, Труба б) 33:05 Б'югстад (Вотсон, Джонс) 35:30 Б'югстад (Саад, Меррілл б) 36:41 Чарник 42:16 | 1:0 2:0 3:0 4:0 5:0 6:0 6:1 7:1 8:1 9:1 10:1 11:1 12:1 12:2 | 22:03 Гіргенсонс (Пельш, Блюгерс) 53:25 Блюгерс (Салія, Пельш) |                                                        | Арбітри: Девід Клейн Мікаель Норд Лінійні судді: Їржі Гебауер Йоганнес Кек |
| 6 хв. | Вилучення                                                   | 18 хв.                                                         |                                                        | Арбітри: Девід Клейн Мікаель Норд Лінійні судді: Їржі Гебауер Йоганнес Кек |
| 58 | Кидки                                                       | 29                                                             |                                                        | Арбітри: Девід Клейн Мікаель Норд Лінійні судді: Їржі Гебауер Йоганнес Кек |

| 4 січня 2012 11:00 | Латвія | 2 : 1 ОТ (0:1, 1:0, 0:0, ОТ: 1:0) | Данія | Скоушабенк-Седдлдоум, Калгарі Глядачів: 6983 |

| Протокол                                                                     | Протокол            | Протокол                     | Протокол       | Протокол                                                                    |
| ---------------------------------------------------------------------------- | ------------------- | ---------------------------- | -------------- | --------------------------------------------------------------------------- |
|                                                                              | Крістерс Гудлевскіс | Голкіпери                    | Себастіан Феук | Арбітри: Серен Перссон Томас Стернз Лінійні судді: Йоганнес Кек Мілан Новак |
| Пельш (Колесніков, Салія б) 31:34 Євпалов (Р. Ліпсбергс, К. Ліпсбергс) 61:43 | 0:1 1:1 2:1         | 03:21 Бйоркстранд (Спеллінг) |                | Арбітри: Серен Перссон Томас Стернз Лінійні судді: Йоганнес Кек Мілан Новак |
| 2 хв.                                                                        | Вилучення           | 2 хв.                        |                | Арбітри: Серен Перссон Томас Стернз Лінійні судді: Йоганнес Кек Мілан Новак |
| 31                                                                           | Кидки               | 23                           |                | Арбітри: Серен Перссон Томас Стернз Лінійні судді: Йоганнес Кек Мілан Новак |

| 4 січня 2012 15:00 | Швейцарія | 1 : 2 (1:2, 0:0, 0:0) | США | Скоушабенк-Седдлдоум, Калгарі Глядачів: 10624 |

| Протокол                    | Протокол    | Протокол                                        | Протокол      | Протокол                                                                         |
| --------------------------- | ----------- | ----------------------------------------------- | ------------- | -------------------------------------------------------------------------------- |
|                             | Тім Вольф   | Голкіпери                                       | Джек Кемпбелл | Арбітри: Том Лааксонен Владімір Шиндлер Лінійні судді: Їржі Гебауер Дмитро Сивов |
| Гаас (Вермен, Гехлер) 14:49 | 0:1 1:1 1:2 | 11:28 Чарник 16:15 Грейвел (Кленденінг, Тайнен) |               | Арбітри: Том Лааксонен Владімір Шиндлер Лінійні судді: Їржі Гебауер Дмитро Сивов |
| 10 хв.                      | Вилучення   | 6 хв.                                           |               | Арбітри: Том Лааксонен Владімір Шиндлер Лінійні судді: Їржі Гебауер Дмитро Сивов |
| 22                          | Кидки       | 42                                              |               | Арбітри: Том Лааксонен Владімір Шиндлер Лінійні судді: Їржі Гебауер Дмитро Сивов |

## Плей-оф
|  | Чвертьфінали | Чвертьфінали | Чвертьфінали |  |  | Півфінали | Півфінали | Півфінали |  |  | Фінал               | Фінал               | Фінал               |
|  |              |              |              |  |  |           |           |           |  |  |                     |                     |                     |
|  |              |              |              |  |  | B1        | Канада    | 5         |  |  |                     |                     |                     |
|  | А2           | Росія        | 2            |  |  | А2        | Росія     | 6         |  |  |                     |                     |                     |
|  | В3           | Чехія        | 1            |  |  |           |           |           |  |  | A1                  | Швеція              | 1                   |
|  |              |              |              |  |  |           |           |           |  |  | A2                  | Росія               | 0                   |
|  |              |              |              |  |  | A1        | Швеція    | 3         |  |  |                     |                     |                     |
|  | В2           | Фінляндія    | 8            |  |  | В2        | Фінляндія | 2         |  |  | Матч за третє місце | Матч за третє місце | Матч за третє місце |
|  | А3           | Словаччина   | 5            |  |  |           |           |           |  |  | B1                  | Канада              | 4                   |
|  |              |              |              |  |  |           |           |           |  |  | В2                  | Фінляндія           | 0                   |

### Чвертьфінали
Час початку матчів місцевий (MST/UTC-7)
| 2 січня 2012 15:00 | Фінляндія | 8 : 5 (2:2, 4:1, 2:2) | Словаччина | Скоушабенк-Седдлдоум, Калгарі Глядачів: 14558 |

| Протокол | Протокол                                            | Протокол | Протокол                                       | Протокол                                                                         |
| --- | --------------------------------------------------- | --- | ---------------------------------------------- | -------------------------------------------------------------------------------- |
| | Самі Айттокалліо                                    | Голкіпери | Домінік Р'єчицький (30:07) Юрай Шимбох (29:53) | Арбітри: В'ячеслав Буланов Брент Райбер Лінійні судді: Ніколя Флурі Дмитро Сивов |
| Арміа 04:29 Хямяляйнен (Куронен) 14:32 Мі. Гранлунд (Рістолайнен, Пулккінен б) 26:46 Ма. Гранлунд (Мі. Гранлунд) 26:46 Ма. Гранлунд (Мі. Гранлунд) 29:53 Барков (Аалтонен, Рістолайнен) 31:45 Донськой (Покка б) 52:51 Пулккінен (Мі. Гранлунд, Ма. Гранлунд б) 53:39 | 1:0 1:1 2:1 2:2 3:2 4:2 5:2 6:2 6:3 6:4 7:4 8:4 8:5 | 14:24 Хован (Мраз) 19:30 Тврдонь (Бубела, Яношик б) 33:36 Мраз (Марінчин, Хован) 44:59 Дялога (Даньо) 59:30 Даньо (Мраз, Юрчо) |                                                | Арбітри: В'ячеслав Буланов Брент Райбер Лінійні судді: Ніколя Флурі Дмитро Сивов |
| 8 хв. | Вилучення                                           | 51 хв. |                                                | Арбітри: В'ячеслав Буланов Брент Райбер Лінійні судді: Ніколя Флурі Дмитро Сивов |
| 38 | Кидки                                               | 29 |                                                | Арбітри: В'ячеслав Буланов Брент Райбер Лінійні судді: Ніколя Флурі Дмитро Сивов |

| 2 січня 2012 19:00 | Росія | 2 : 1 ОТ (0:0, 1:1, 0:0, ОТ: 1:0) | Чехія | Скоушабенк-Седдлдоум, Калгарі Глядачів: 16581 |

| Протокол                                                       | Протокол            | Протокол                   | Протокол    | Протокол                                                                        |
| -------------------------------------------------------------- | ------------------- | -------------------------- | ----------- | ------------------------------------------------------------------------------- |
|                                                                | Андрій Василевський | Голкіпери                  | Петр Мразек | Арбітри: Даніель Пехачек Дерек Заласкі Лінійні судді: Кріс Карлсон Андре Шрадер |
| Апальков (Барбашев, Арзамасцев) 32:47 Желдаков (Кучеров) 61:30 | 0:1 1:1 2:1         | 27:16 Цулек (Гертл, Яшкін) |             | Арбітри: Даніель Пехачек Дерек Заласкі Лінійні судді: Кріс Карлсон Андре Шрадер |
| 4 хв.                                                          | Вилучення           | 2 хв.                      |             | Арбітри: Даніель Пехачек Дерек Заласкі Лінійні судді: Кріс Карлсон Андре Шрадер |
| 45                                                             | Кидки               | 39                         |             | Арбітри: Даніель Пехачек Дерек Заласкі Лінійні судді: Кріс Карлсон Андре Шрадер |

### Півфінали
Час початку матчів місцевий (MST/UTC-7)
| 3 січня 2012 15:00 | Швеція | 3 : 2 Б (0:1, 0:1, 2:0. ОТ: 0:0) (Б: 1:0) | Фінляндія | Скоушабенк-Седдлдоум, Калгарі Глядачів: 15690 |

| Протокол                                                                                 | Протокол                       | Протокол                                                        | Протокол         | Протокол                                                                     |
| ---------------------------------------------------------------------------------------- | ------------------------------ | --------------------------------------------------------------- | ---------------- | ---------------------------------------------------------------------------- |
|                                                                                          | Йоган Густафссон               | Голкіпери                                                       | Самі Айттокалліо | Арбітри: Брент Райбер Дерек Заласкі Лінійні судді: Кріс Карлсон Кіл Мерчісон |
| Карлссон (Ларссон, Фріберг б) 43:11 Фріберг (Сундстрем) 58:16 Колльберг Фріберг Форсберг | 0:1 0:2 1:2 2:2 Буліти 1:1 2:1 | 18:29 Руутту (Аалтонен) 35:30 Арміа Арміа Донськой Мі. Гранлунд |                  | Арбітри: Брент Райбер Дерек Заласкі Лінійні судді: Кріс Карлсон Кіл Мерчісон |
| 0 хв.                                                                                    | Вилучення                      | 16 хв.                                                          |                  | Арбітри: Брент Райбер Дерек Заласкі Лінійні судді: Кріс Карлсон Кіл Мерчісон |
| 58                                                                                       | Кидки                          | 24                                                              |                  | Арбітри: Брент Райбер Дерек Заласкі Лінійні судді: Кріс Карлсон Кіл Мерчісон |

| 3 січня 2012 19:00 | Канада | 5 : 6 (0:2, 1:3, 4:1) | Росія | Скоушабенк-Седдлдоум, Калгарі Глядачів: 19289 |

| Протокол | Протокол                                    | Протокол | Протокол                                           | Протокол                                                                          |
| --- | ------------------------------------------- | --- | -------------------------------------------------- | --------------------------------------------------------------------------------- |
| | Скотт Веджвуд (28:48) Марк Вісентен (30:08) | Голкіпери | Андрій Василевський (54:17) Андрій Макаров (05:43) | Арбітри: Ієн Крофт Юрі-Петтері Ренн Лінійні судді: Андре Шрадер Крістофер Вудворт |
| Конноллі (Ф. Гемілтон, Юбердо) 22:37 Д. Гемілтон (Шейфеле, Строум б) 49:20 Швартц (Галлахер, Д. Гемілтон) 49:43 Галлахер (Д. Гемілтон) 51:59 Гормлі (Галлахер б) 54:17 | 0:1 0:2 1:2 1:3 1:4 1:5 1:6 2:6 3:6 4:6 5:6 | 07:26 Кузнецов (Якупов) 13:50 Нестеров (Желдаков б) 24:24 Кузнецов (Хохлачов, Якупов) 28:48 Кузнецов (Якупов, Сергєєв) 30:30 Хохлачов (Кузнецов, Якупов) 47:54 Кучеров (Григоренко, Земченко) |                                                    | Арбітри: Ієн Крофт Юрі-Петтері Ренн Лінійні судді: Андре Шрадер Крістофер Вудворт |
| 45 хв. | Вилучення                                   | 16 хв. |                                                    | Арбітри: Ієн Крофт Юрі-Петтері Ренн Лінійні судді: Андре Шрадер Крістофер Вудворт |
| 56 | Кидки                                       | 24 |                                                    | Арбітри: Ієн Крофт Юрі-Петтері Ренн Лінійні судді: Андре Шрадер Крістофер Вудворт |

### Матч за 5-є місце
Час початку матчу місцевий (MST/UTC-7)
| 4 січня 2012 19:00 | Чехія | 5 : 2 (3:0, 1:1, 1:1) | Словаччина | Скоушабенк-Седдлдоум, Калгарі Глядачів: 12923 |

| Протокол | Протокол                    | Протокол                                   | Протокол                                 | Протокол                                                                     |
| --- | --------------------------- | ------------------------------------------ | ---------------------------------------- | ---------------------------------------------------------------------------- |
| | Петр Мразек                 | Голкіпери                                  | Юрай Шимбох (36:23) Ріхард Сабол (23:37) | Арбітри: Девід Клейн Мікаель Норд Лінійні судді: Ніколя Флурі Ханну Сормунен |
| Факса (Крейчі) 05:14 Голик (Страка, Секач) 13:37 Мозик (Крейчі, Голик б2) 16:46 Угер (Гертл) 36:23 Філіппі (Мозик, Угер б) 42:32 | 1:0 2:0 3:0 3:1 4:1 5:1 5:2 | 34:17 Бубела (Дялога) 46:24 Хован (Бубела) |                                          | Арбітри: Девід Клейн Мікаель Норд Лінійні судді: Ніколя Флурі Ханну Сормунен |
| 6 хв. | Вилучення                   | 18 хв.                                     |                                          | Арбітри: Девід Клейн Мікаель Норд Лінійні судді: Ніколя Флурі Ханну Сормунен |
| 46 | Кидки                       | 31                                         |                                          | Арбітри: Девід Клейн Мікаель Норд Лінійні судді: Ніколя Флурі Ханну Сормунен |

### Матч за 3-є місце
Час початку матчу місцевий (MST/UTC-7)
| 5 січня 2012 13:30 | Канада | 4 : 0 (1:0, 2:0, 1:0) | Фінляндія | Скоушабенк-Седдлдоум, Калгарі Глядачів: 18595 |

| Протокол | Протокол        | Протокол  | Протокол         | Протокол                                                                           |
| --- | --------------- | --------- | ---------------- | ---------------------------------------------------------------------------------- |
| | Марк Вісентен   | Голкіпери | Самі Айттокалліо | Арбітри: В'ячеслав Буланов Ієн Крофт Лінійні судді: Андре Шрадер Крістофер Вудворт |
| Пірсон (Д. Гемілтон, Шейфеле б) 09:08 Шейфеле (Пірсон) 25:35 Гауден (Ф. Гемілтон, Мюррей б) 39:29 Гауден (Стоун, Ф. Гемілтон) 57:35 | 1:0 2:0 3:0 4:0 |           |                  | Арбітри: В'ячеслав Буланов Ієн Крофт Лінійні судді: Андре Шрадер Крістофер Вудворт |
| 8 хв. | Вилучення       | 16 хв.    |                  | Арбітри: В'ячеслав Буланов Ієн Крофт Лінійні судді: Андре Шрадер Крістофер Вудворт |
| 44 | Кидки           | 27        |                  | Арбітри: В'ячеслав Буланов Ієн Крофт Лінійні судді: Андре Шрадер Крістофер Вудворт |

### Фінал
Час початку матчу місцевий (MST/UTC-7)
| 5 січня 2012 18:00 | Швеція | 1 : 0 ОТ (0:0, 0:0, 0:0. ОТ: 1:0) | Росія | Скоушабенк-Седдлдоум, Калгарі Глядачів: 18722 |

| Протокол                 | Протокол         | Протокол  | Протокол       | Протокол                                                                     |
| ------------------------ | ---------------- | --------- | -------------- | ---------------------------------------------------------------------------- |
|                          | Йоган Густафссон | Голкіпери | Андрій Макаров | Арбітри: Брент Райбер Дерек Заласкі Лінійні судді: Кріс Карлсон Кіл Мерчісон |
| Зібанеджад (Немет) 70:09 | 1:0              |           |                | Арбітри: Брент Райбер Дерек Заласкі Лінійні судді: Кріс Карлсон Кіл Мерчісон |
| 4 хв.                    | Вилучення        | 8 хв.     |                | Арбітри: Брент Райбер Дерек Заласкі Лінійні судді: Кріс Карлсон Кіл Мерчісон |
| 58                       | Кидки            | 17        |                | Арбітри: Брент Райбер Дерек Заласкі Лінійні судді: Кріс Карлсон Кіл Мерчісон |

## Статистика

### Підсумкова таблиця

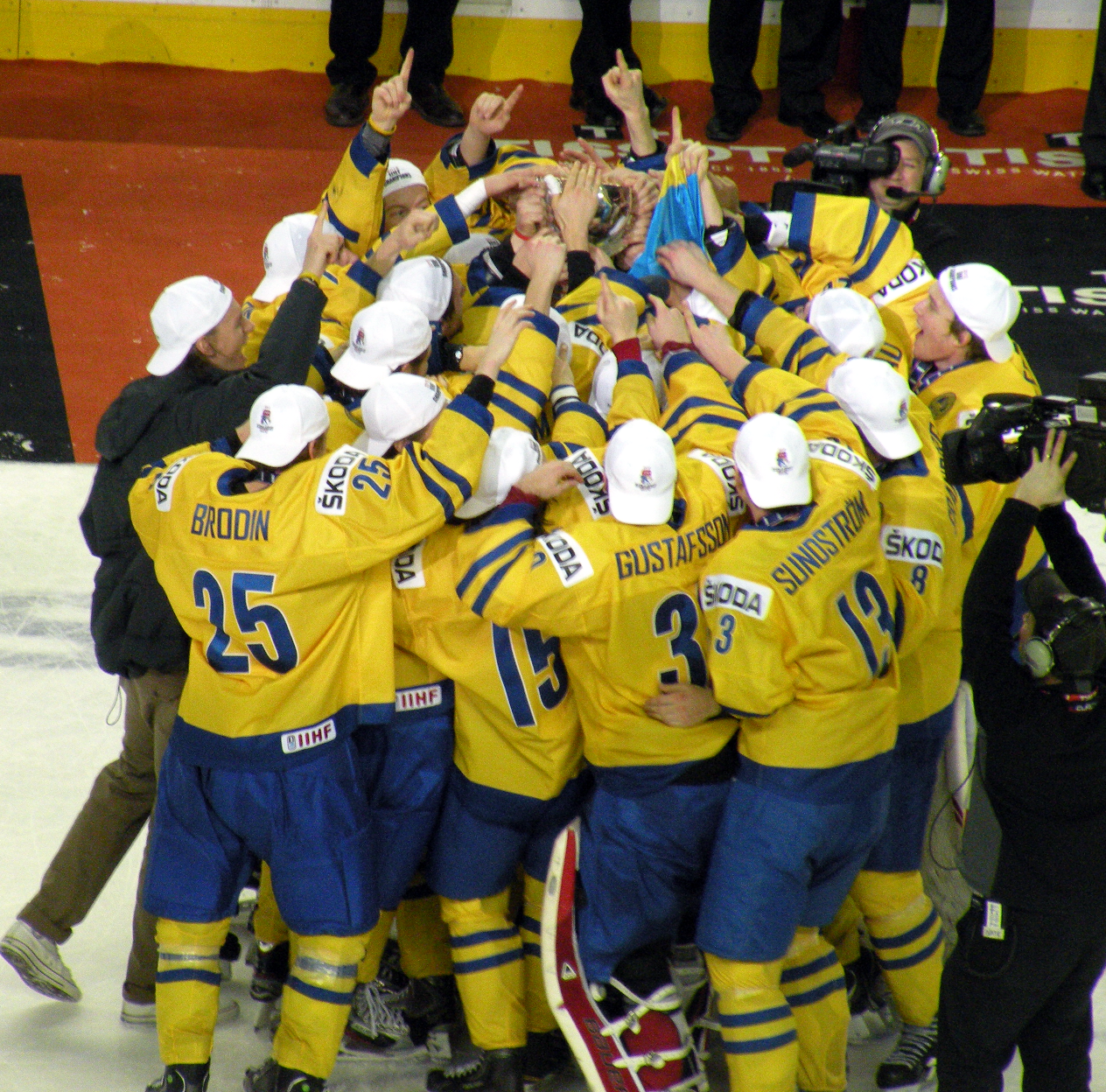
Чемпіони світу 2012 збірна Швеції

Підсумкова таблиця турніру:
|    | Швеція     |
|    | Росія      |
|    | Канада     |
| 4  | Фінляндія  |
| 5  | Чехія      |
| 6  | Словаччина |
| 7  | США        |
| 8  | Швейцарія  |
| 9  | Латвія     |
| 10 | Данія      |

### Бомбардири
Список 10 найкращих гравців за очками. 

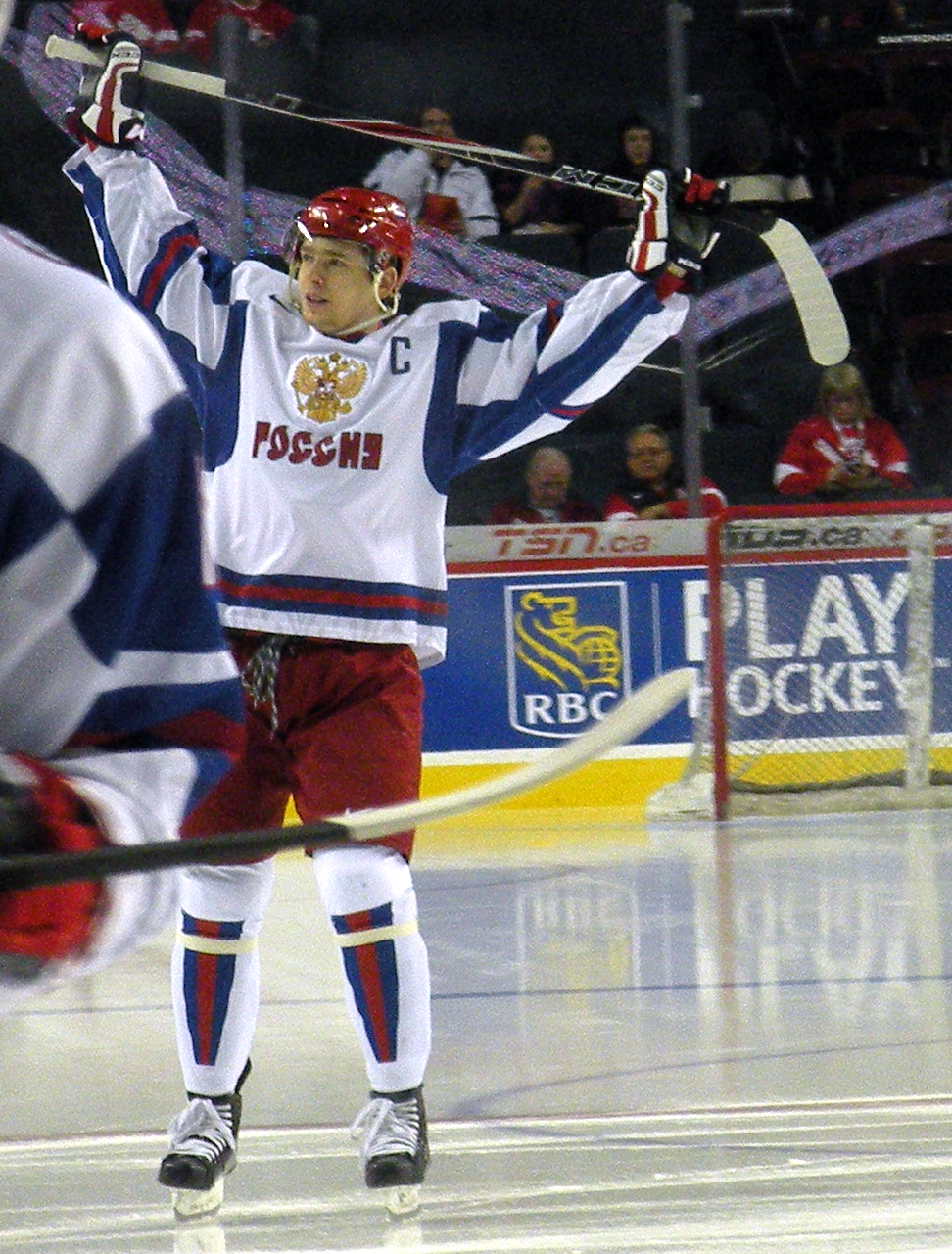
Євген Кузнецов найкращий бомбардир турніру

| Гравець          | І | Ш | A | О  | Штр | +/- |
| ---------------- | - | - | - | -- | --- | --- |
| Євген Кузнецов   | 7 | 6 | 7 | 13 | 4   | +6  |
| Макс Фріберг     | 6 | 9 | 2 | 11 | 22  | +4  |
| Мікаель Гранлунд | 7 | 2 | 9 | 11 | 0   | +4  |
| Марк Стоун       | 6 | 7 | 3 | 10 | 2   | +10 |
| Теему Пулккінен  | 7 | 6 | 4 | 10 | 2   | +4  |
| Раян Строум      | 6 | 3 | 6 | 9  | 8   | +9  |
| Остін Вотсон     | 6 | 3 | 6 | 9  | 0   | +6  |
| Микита Гусєв     | 7 | 3 | 6 | 9  | 0   | +5  |
| Джонатан Юбердо  | 6 | 1 | 8 | 9  | 16  | +8  |
| Наїль Якупов     | 7 | 0 | 9 | 9  | 6   | +4  |

Джерело: 

### Найкращі воротарі
Список п'яти найкращих воротарів за відсотком відбитих кидків. У список включені лише ті гравці, які провели щонайменш 40% хвилин.
| Гравець             | %ЧП    | ПШ | КН   | %ВБ   | І«0» |
| ------------------- | ------ | -- | ---- | ----- | ---- |
| Андрій Василевський | 298:31 | 10 | 2.01 | 95.31 | 2    |
| Марк Вісентен       | 210:08 | 5  | 1.43 | 94.38 | 1    |
| Самі Айттокалліо    | 310:00 | 13 | 2.52 | 93.69 | 1    |
| Петр Мразек         | 361:30 | 15 | 2.49 | 92.79 | 1    |
| Скотт Веджвуд       | 148:48 | 6  | 2.42 | 91.55 | 1    |

Джерело:

### Нагороди
Найкращі гравці, обрані дирекцією ІІХФ
- Найкращий воротар:  Петр Мразек
- Найкращий захисник:  Брендон Гормлі
- Найкращий нападник:  Євген Кузнецов

Команда усіх зірок, обрана ЗМІ
- Воротар:  Петр Мразек
- Захисники:  Брендон Гормлі —  Оскар Клефбом
- Нападники:  Євген Кузнецов —  Макс Фріберг —  Мікаель Гранлунд
- Найцінніший гравець:  Євген Кузнецов

Найкращі гравці кожної з команд
Найкращі гравці кожної з команд, обрані тренерами.
| Команда    | Гравці                                               |
| ---------- | ---------------------------------------------------- |
| Данія      | Патрік Бйоркстранд Ніклас Єнсен Еміль Крістенсен     |
| Канада     | Бретт Конноллі Брендон Гормлі Марк Стоун             |
| Латвія     | Крістерс Гудлевскіс Земгус Гіргенсонс Микита Євпалов |
| Росія      | Євген Кузнецов Захар Арзамасцев Андрій Василевський  |
| Словаччина | Томаш Матоушек Томаш Юрчо Матуш Хован                |
| США        | Остін Чарник Білл Арнольд Джарред Тінорді            |
| Фінляндія  | Мікаель Гранлунд Йоель Арміа Самі Айттокалліо        |
| Чехія      | Петр Мразек Томаш Гертл Петр Голик                   |
| Швейцарія  | Тім Вольф Гаетан Гаас Жоель Вермен                   |
| Швеція     | Макс Фріберг Оскар Клефбом Юнас Бродін               |

## Судді
ІІХФ обрала 12 головних суддів і 10 лінійних для забезпечення судійства на чемпіонаті світу:
| Головні судді - В'ячеслав Буланов - Ієн Крофт - Девід Клейн - Том Лааксонен - Мікаель Норд - Серен Перссон - Даніель Пехачек - Брент Райбер - Юрі-Петтері Ренн - Владімір Шиндлер - Томас Стернз - Дерек Заласкі | Лінійні судді - Кріс Карлсон - Ніколя Флурі - Їржи Гебауер - Йоганнес Кек - Кіл Мерчісон - Мілан Новак - Андре Шрадер - Дмитро Сивов - Ханну Сормунен - Крістофер Вудворт |

## Дивізіон I

### Група A
Матчі відбулись 11-17 грудня у Гарміш-Партенкірхен (Німеччина).
| Збірна             | НІМ  | БІЛ   | НОР | СЛО   | АВС   | ВБР  | Ш     | О. |
| ------------------ | ---- | ----- | --- | ----- | ----- | ---- | ----- | -- |
| 1. Німеччина       |      | 2:1   | 5:3 | 5:2   | 11:2  | 11:1 | 34:09 | 15 |
| 2. Білорусь        | 1:2  |       | 3:2 | 1:2 б | 6:2   | 10:2 | 21:10 | 10 |
| 3. Норвегія        | 3:5  | 2:3   |     | 4:1   | 5:2   | 5:2  | 19:13 | 9  |
| 4. Словенія        | 2:5  | 2:1 б | 1:4 |       | 3:2 б | 8:0  | 16:12 | 7  |
| 5. Австрія         | 2:11 | 2:6   | 2:5 | 2:3 б |       | 3:1  | 11:26 | 4  |
| 6. Велика Британія | 1:11 | 2:10  | 2:5 | 0:8   | 1:3   |      | 06:37 | 0  |

### Група В
Матчі відбулись 12-18 грудня у Тихи (Польща).
| Збірна       | ФРА | КАЗ    | ІТА    | ПОЛ    | ХОР | ЯПО    | Ш     | О. |
| ------------ | --- | ------ | ------ | ------ | --- | ------ | ----- | -- |
| 1. Франція   |     | 2:1    | 2:1    | 2:3    | 8:1 | 5:0    | 19:6  | 12 |
| 2. Казахстан | 1:2 |        | 0:1 от | 2:0    | 4:3 | 2:1    | 9:7   | 10 |
| 3. Італія    | 1:2 | 1:0 от |        | 5:2    | 1:3 | 7:2    | 14:9  | 8  |
| 4. Польща    | 3:2 | 0:2    | 2:5    |        | 9:1 | 2:3 от | 16:12 | 7  |
| 5. Хорватія  | 1:8 | 3:4    | 3:1    | 1:9    |     | 4:3    | 12:25 | 6  |
| 6. Японія    | 0:5 | 1:2    | 2:7    | 3:2 от | 3:4 |        | 9:20  | 2  |

## Дивізіон II

### Група A
Матчі відбулись 12-18 грудня у Донецьку (Україна).
| Збірна            | УКР   | ЛИТ   | УГО   | ІСП | НІД   | КОР   | Ш     | О. |
| ----------------- | ----- | ----- | ----- | --- | ----- | ----- | ----- | -- |
| 1. Україна        |       | 3:2от | 7:6   | 4:0 | 7:0   | 3:2б  | 24:10 | 13 |
| 2. Литва          | 2:3от |       | 1:2 б | 8:4 | 6:2   | 2:0   | 19:11 | 11 |
| 3. Угорщина       | 6:7   | 2:1 б |       | 7:1 | 3:4   | 6:2   | 24:15 | 8  |
| 4. Іспанія        | 0:4   | 4:8   | 1:7   |     | 5:0   | 4:3   | 14:22 | 6  |
| 5. Нідерланди     | 0:7   | 2:6   | 4:3   | 0:5 |       | 3:2 б | 9:23  | 5  |
| 6. Південна Корея | 2:3б  | 0:2   | 2:6   | 3:4 | 2:3 б |       | 9:18  | 2  |

### Група B
Матчі відбулись 10-16 грудня у Таллінні (Естонія).
| Збірна       | РУМ  | ЕСТ  | СЕР  | БЕЛ   | АВС  | МЕК   | Ш     | О. |
| ------------ | ---- | ---- | ---- | ----- | ---- | ----- | ----- | -- |
| 1. Румунія   |      | 8:2  | 9:3  | 6:2   | 11:1 | 10:1  | 44:9  | 15 |
| 2. Естонія   | 2:8  |      | 12:3 | 7:2   | 12:1 | 18:0  | 51:14 | 12 |
| 3. Сербія    | 3:9  | 3:12 |      | 4:2   | 4:2  | 4:1   | 18:26 | 9  |
| 4. Бельгія   | 2:6  | 2:7  | 2:4  |       | 8:4  | 3:2 б | 17:23 | 5  |
| 5. Австралія | 1:11 | 1:12 | 2:4  | 4:8   |      | 4:1   | 12:36 | 3  |
| 6. Мексика   | 1:10 | 0:18 | 1:4  | 2:3 б | 1:4  |       | 5:39  | 1  |

## Дивізіон III
Матчі відбулись 17-22 січня у Данідіні (Нова Зеландія).
| Збірна           | ІСЛ  | КИТ  | НВЗ  | БОЛ  | ТУР  | Ш     | О. |
| ---------------- | ---- | ---- | ---- | ---- | ---- | ----- | -- |
| 1. Ісландія      |      | 5:1  | 7:1  | 10:0 | 8:0  | 30:2  | 12 |
| 2. КНР           | 1:5  |      | 5:3  | 6:2  | 14:0 | 26:10 | 9  |
| 3. Нова Зеландія | 1:7  | 3:5  |      | 3:1  | 12:1 | 19:14 | 6  |
| 4. Болгарія      | 0:10 | 2:6  | 1:3  |      | 4:0  | 7:19  | 3  |
| 5. Туреччина     | 0:8  | 0:14 | 1:12 | 0:4  |      | 1:38  | 0  |